# Neuračunljivost
Neuračunljivost je krivičnopravni institut koji predstavlja jedan od osnova isključenja krivične odgovornosti. Učinilac koji izvrši krivično delo u stanju neuračunljivosti ne može se smatrati odgovornim. Uračunljivost učinioca se pretpostavlja dok se neuračunljivost dokazuje.

## Metode utvrđivanja
U krivičnopravnoj teoriji postoje tri metoda utvrđivanja da je neko lice neuračunljivo:
- Biološki metod (u obizir uzima određena abnormalna psihička ponašanja)
- Psihološki metod (za njega su merodavne samo posledice ili poremećaji do kojih dolazi na psihološkom planu)
- Mešoviti metod koji kombinuje prethodna dva, to jest zahteva i uzrok i posledicu i prihvaćen je u krivičnom pravu Srbije.

## Biološki osnov
Biološki osnov se može ispoljiti u tri vida: Privremena ili trajna duševna bolest, privremena duševna poremećenost i zaostali duševni razvoj.
- Od duševnih bolesti obzirom na njihov uzrok razlikuju se egzogene (traumatske psihoze, epilepsija izazvana promenama na mozgu i druge) i endogene u koje spadaju manično-depresivna psihoza (ciklotimija), shizofrenija, paranoja, nasledna epilepsija, progresivna paraliza, melanholija i tako dalje.
- Privremena duševna poremećenost obuhvata stanja izazvana afektima ili intoksikacijom usled konzumiranja alkohola i droga, ali može biti i normalno stanje kao što je san na primer.
- Zaostali duševni razvoj (oligofrenija), je oblik duševne poremećenosti kod koje je oštećena inteligencija nezavisno od uzroka i stepenuje se na laku, srednju i tešku pa se i razlikuju kategorije duševno zaostalih lica (debili, idioti, imbecili).

## Psihološki osnov
Psihološki osnov se ispoljava ili u nemogućnosti da se shvati značaj svog dela (nepostojanje moći rasuđivanja) ili nemogućnosti da se upravlja svojim postupcima (nepostojanje moći odlučivanja).
Za postojanje neuračunljivosti uvek je potrebno da kumulativno budu ostvareni jedan od tri oblika duševne poremećenosti (biološki osnov) i jedan od dva oblika psihičkih smetnji (psihološki osnov). To znači da usled jednog od tri oblika duševne poremećenosti učinilac nije mogao ili da shvati značaj svoga dela ili nije mogao upravljati svojim postupcima.
Na primer: Učinilac usled duševne bolesti nije mogao upravljati svojim postupcima ili usled zaostalog duševnog razvoja nije mogao shvatiti značaj svoga dela.

## Momenat utvrđivanja neuračunljivosti
Neuračunljivost se uvek utvrđuje u momentu izvršenja dela i u odnosu na konkretno krivično delo (moguće je da učinilac u istom momentu bude uračunljiv u odnosu na jedno delo, a neuračunljiv u odnosu na drugo). Jedini izuzetak postoji kod instituta Actio libera in causa. 

## Posledice neuračunljivosti
Lice koje ostvari elemente bića krivičnog dela u stanju neuračunljivosti nije krivično odgovorno, a uzima se da krivično delo i ne postoji. Prema neuračunljivom licu pod uslovom da je opasan po okolinu mogu se izreći mere bezbednosti obaveznog psihijatrijskog lečenja i čuvanja u zdravstvenoj ustanovi i obaveznog psihijatrijskog lečenja na slobodi.

## Literatura
Z. Stojanović, Krivično pravo, Opšti deo, Beograd 2002.